# IC 2996
IC 2996 ist eine Spiralgalaxie vom Hubble-Typ Sbc mit ausgedehnten Sternentstehungsgebieten im Sternbild Hydra südlich der Ekliptik. Sie ist schätzungsweise 93 Millionen Lichtjahre von der Milchstraße entfernt und hat einen Durchmesser von etwa 45.000 Lichtjahren. Die Galaxie gilt als Mitglied der IC 764-Gruppe (LGG 271).

Im selben Himmelsareal befinden sich die Galaxien NGC 4105, NGC 4106, IC 3005, IC 3010.
Das Objekt wurde im Juli 1899 von DeLisle Stewart entdeckt.